# Ваноца Катанеи
Ванòца Катанèи (на италиански: Vannozza Cattanei), псевдоним на Джовàна Катанèи (Giovanna Cattanei; * 13 юли 1442, Мантуа, Херцогство Мантуа или Рим, Папска държава; † 26 ноември 1518, Рим), е италианска благородничка от ломбардски произход, официална метреса на кардинал Родриго Лансол Борджия, бъдещ папа Александър VI, и майка на четири от децата му: Чезаре, Джовани, Лукреция и Гофредо, всички публично припознати от него.

## Произход
За нейния произход и ранна младост се знае малко или нищо. Сигурното е, че е родена на 13 юли 1442 г. от родители от ломбардски произход (почти сигурно от Мантуа). От документите от онова време се разбира, че майка ѝ се е казвала Меника и че през 1483 г., вече в напреднала възраст, е била вдовица на някой си Джакомо да Кандия, владетел на Катанеи, известен като Якопо Катанеи (или Jacopo Pinctoris – „Яков художникът“) – художник по професия и дребен благородник, който вероятно е бил брат или девер на Андреа от Бреша, мраморен работник.
Няма достоверни факти за нейния произход – от плебеи или от аристократична среда, както и за нейното детство. Има версия, че семейството ѝ е от римски благородници с ниски доходи, но тази версия се опровергава от факта, че в оцелелите документи няма информация за по-късна подкрепа от Ваноца за роднини, които не биха пропуснали да се възползват от възможностите на такава могъща жена, както и нейните деца. Децата на Ваноца, които в бъдеще се сродяват с управляващите домове на Европа, не разкриват никаква информация за произхода на майка си, въпреки че информацията за нейния благороднически произход би могла да бъде изгодна за тях. Известно е, че Ваноца не може да пише и диктува всичките си писма на секретар.
Името „Ваноца“ (Vannozza) е умалителна форма на името „Джована“ (Giovanna), а фамилното име Катанеи (Cattanei) се среща в Мантуа, Рим и Венеция и произлиза от латинското Capitaneus. По-специално, Катанео е моминското име на известния модел на Ботичели Симонета Веспучи, съвременничка на Ваноца.

## Биография

### Ранни години
Според някои историци Ваноца е родена в Рим, въпреки че някои дневници от онова време я определят като „кожухарката от Мантуа“, тъй като Ваноца вероятно е израснала в семейство на художници, работници по мрамор, инженери и ломбардски декоратори, които се преместват в Рим, за да работят в дворците на кардинала. В Рим тя работи като хотелиерка, управлявайки някои от най-известните и популярни ханове в града, като Ханът на лъва или Ханът на ангела в квартал „Борго“. Сред тях най-известен е Ханът на петела (или на кравата) (Locanda del Gallo o della Vacca) на уличка „Петел“ (Vicolo del Gallo), на няколко крачки от Кампо дей Фиори, посещаван от високопоставени хора, които обичат да прекарват времето си с многобройните проститутки на работа при Ваноца. Освен това тя отпуска заеми срещу лихва. На ъгъла на ренесансова сграда все още е възможно да се види благородническият герб на благородницата Ваноца, съставен от наслагването на хералдическите знаци на Борджиите, Катанеи и Карло Канале, последният от нейните съпрузи.
Коментаторите от онова време говорят за нея като за много привлекателна жена, с руса коса, светли очи, надарена със смущаващ чар и пищна красота, в съответствие с естетическите канони на епохата. Красавица, към която кардинал Родриго със сигурност не може да остане безчувствен, до степен че след години на сексуални набези и мимолетни любовници той решава да направи Ваноца своя официална наложница, оставайки обвързан с нея дълги години.

### Метреса на кардинал Борджия и бракове
Преди да стане любовница на кардинал Родриго Борджия (бъдещ папа Александър VI), Ваноца има дълга връзка с кардинал Джулио дела Ровере (бъдещ папа Юлий II). Запознанството ѝ с Родриго вероятно е между 1465 и 1469 г., когато тя е на 23 – 27 г. (зряла жена по стандартите на Ренесансова Италия), а Родриго е на 34 – 38 г., и вече е баща на три извънбрачни деца (Пиер Луиджи, Джеронима и Изабела) от неизвестни майки. Има версия, че на тази възраст тя е останала неомъжена, защото е избрала кариерата на куртизанка. Името ѝ обаче не фигурира в оцелелите списъци на куртизанките.
Кардиналът се издига до позицията на вицеканцлер на Светата римска църква едва на 26 г. чрез посредничеството на своя чичо, папа Каликст III. Ваноца установява дълга връзка с него (над десетилетие), първо сантиментална, а след това емоционална. Въпреки позицията си на призната и уважавана любовница на един от най-могъщите кардинали на Римската църква Ваноца задължително се нуждае от законен съпруг. Родриго се погрижва за това лично, уреждайки по свой вкус нейните бракове. Така през 1474 г., на 32-годишна възраст, Ваноца се омъжва за около 50-годишния апостолически служител Доменико Джаноти, господар на Риняно. През 1475 г. тя ражда първия си син Чезаре, който е вторият син на Родриго след Педро Луис, когото кардиналът има около 1458 г. от неизвестна жена. Връзката с Борджия е интензивна, почти ежедневна, както се вижда от втората бременност, пред която Ваноца се изправя няколко месеца след раждането на Чезаре: през 1476 г., всъщност овдовяла от Доменико Джаноти, жената ражда от кардинала още един син – Джовани.
Малко след това Родриго урежда брак за нея с Джорджо дела Кроче, от милански произход, назначен от самия Борджия за апостолически секретар на папа Сикст IV. В този период богатството на Ваноца нараства значително благодарение не само на благоволението, на което се радва като наложница на много могъщия испански кардинал, но и на несъмнения ѝ бизнес нюх, който ѝ позволява да прави винаги изгодни и печеливши инвестиции. Тя притежава три хотела, няколко жилищни сгради и заложна къща. Съпругът ѝ по това време също е богат като собственик на прекрасна вила с градина близо до църквата Сан Пиетро ин Винколи на хълма Есквилин. Тази резиденция остава дълго време едно от местата, най-свързани с името и паметта на Ваноца.
Когато към края на 1479 г. Ваноца научава, че е бременна отново, тя решава да отиде и да прекара остатъка от бременността си в крепостта Борджия в Субиако, където на 18 април следващата година ражда Лукреция, предназначена да стане една от водещите фигури на цяла епоха, обсъждана и противоречива като малко други фигури от онези години. През 1481 г. Ваноца ражда сина си Гофредо – последното от децата, които тя дава на Родриго, въпреки че контактът между двамата става по-спорадичен. Кардиналът, въпреки че припознава сина си, подозира, че той е син на законния ѝ съпруг Джорджо дела Кроче. През същата година папа Сикст IV, по искане на кардинала, издава була, с която обявява четирите деца на Ваноца за „племенници“ на Борджия, което означава признание на официалното им положение.
След като връзката с кардинал Борджия приключва, Ваноца може да посвети повече внимание на брачния си живот: така около 1482 г. тя ражда Отавиано, син на Джорджо дела Кроче. През 1486 г., в рамките на няколко дни един от друг, и съпругът ѝ, и синът ѝ умират. На 44 г. тя отново овдовява. Родриго не пада духом и след няколко седмици организира за сетен път брака ѝ, планирайки за нея това, което би било най-успешният съюз. На 8 юни 1486 г. Ваноца се омъжва за Карло Канале от Мантуа – учен хуманист, дълбок познавач на литературата и поезията, и дълги години камерхер на кардинал Франческо Гонзага. Този брак по някакъв начин бележи повратна точка в живота на Ваноца, която заедно със съпруга си и децата си решава да напусне сградата на площад „Пицо ди Мерло“, дадена ѝ от Родриго в началото на връзката им, за да се премести в нов дом на площад „Бранка“. За разлика от предишните бракът вече няма за цел да осигури „алиби“, да прикрие срама от раждането на извънбрачни деца и т.н., а е уреден от кардинала само за да осигури надеждно бъдеще на бившата си любовница. Като зестра Канале получава значителна сума и позиция в курията. Позицията на Ваноца в обществото бива засилена чрез предоставянето на фамилно име и герб. Документите показват, че тя е използвала и фамилията „Борджия“.
През лятото или в периодите на почивка семейството обича да отсяда в голяма вила в квартал „Субура“, днешния квартал „Монти“, където стълбище, наречено „Стълбище на Борджия“ (Salita dei Borgia), все още съществува днес. Карло Канале скоро става автентично и безусловно обвързан с децата на кардинал Борджия, особено с малката Лукреция, на която той предава цялата си любов към хуманитарните науки, като я насочва към изучаването на старогръцки, латински, поезия и изкуства като цяло. В този момент може да се каже, че строго сантименталната връзка между Родриго и Ваноца е приключила. Въпреки това през идните години между двамата остава връзка на дълбока привързаност и уважение, чието основно спойка е интуитивната любов, която и двамата хранят към децата си, въпреки че те са предопределени за проблемен и често болезнен живот.

### Понтификатът на Александър VI
Когато Инокентий VIII умира на 25 юли 1492 г., кардиналите се събират на конклав в Сикстинската капела на 6 август, за да изберат негов приемник. Едва призори на 11 август, в края на петото гласуване, кардиналите издигат кардинал Родриго Борджия на трона на Свети Петър, който приема името Александър VI. На първия ред, в двора на църквата Свети Петър, Ваноца става свидетел, заедно с братовчедката на Лукреция и Родриго, Адриана Мила, на ликуването, с което градът приветства новия папа.
При възкачването си на папския престол Александър вече от известно време е насочил вниманието си към много младата Джулия Фарнезе, снаха на братовчедка му Адриана, известна в цял Рим и извън него като „Джулия Красивата“ заради изключителната привлекателност на външния ѝ вид. Момичето, съпруга на Орсо Орсини, в крайна сметка окончателно замества Ваноца в ролята на официална наложница на Борджия, дотолкова че с избирането му за папа мнозина започват да я наричат с не малка доза ирония „Папската наложница“ или дори „Христовата невеста“.
Скоро Ваноца също е отделена от децата си, призовани към съдбата, която баща им е замислил за тях. На Ваноца дори не е позволено да присъства на сватбата на дъщеря си Лукреция с Джовани Сфорца, господар на Пезаро, и това е само началото на изключването ѝ от живота на децата ѝ. През 11-те години на понтификата на папа Борджия Ваноца по същество е държана в периферията на това, което въпреки явните аномалии, все още е нейното семейство. Според слуховете една от причините за такъв остракизъм е острият конфликт между Ваноца и братовчедката на Александър VI, Адриана де Мила, която освен това стана свекърва на новата му любовница Джулия Фарнезе. Адриана живее с Джулия в двореца, дарен от папата, и на нея е поверено образованието на Лукреция. Омразата на Ваноца към тази жена става още по-ясна, предвид че тя не само е „отнела“ единствената ѝ дъщеря, но преди това е допринесла за възникването на аферата между Джулия и папата, тоест помогнала е за окончателната „оставка“ на Ваноца. Кавгата, която се случва, е толкова голяма, че Ваноца почти удушава Адриана.
Съдбите на децата ѝ все повече ги отдалечават от нея. Чезаре ще изживее живот, изцяло посветен на изграждането на имперска мечта, която никога няма да може да осъществи, зает години наред с войни, докато не пада нещастно след смъртта на баща си, който е единствената му опора за политическите му цели.
Още по-нещастна е съдбата на Джовани, който след смъртта на полубрат си Педро Луис наследява титлата на херцог на Гандия през 1492 г. Красив и енергичен на външен вид, той е любимият син на Александър VI, който възлага на него най-големите надежди за славно бъдеще на Дом Борджия, но младият мъж в действителност е само любител на забавленията и лукса, и изобщо не е склонен към изкуството на войната и политиката. След вечеря в къщата на Ваноца на 14 юни 1497 г. херцогът на Гандия, извикан в Рим от баща си за неуспешна военна експедиция, е мистериозно убит с множество удари с кама и тялото му е намерено само два дни по-късно във водите на река Тибър. Болката на Алесандро и Ваноца е огромна и мнозина са заподозрени, че са виновни за убийството, вероятно от политическо естество.
Лукреция, може би най-печелившата пешка в ръцете на папата за изграждането на неговите планове за власт, сключва три политически брака, на чието сключване Ваноца отсъства: първият с Джовани Сфорца, граф на Пезаро, по-късно анулиран, след това с Алфонсо Арагонски, херцог на Бишелие, убит по заповед на брат ѝ Чезаре, и накрая с Алфонсо I д'Есте, който я прави най-известната херцогиня на Ферара.
Що се отнася до Гофредо, той живее в двора на Неапол като принц на Скуилаче поради брака си със Санча Арагонска, дъщеря на крал Алфонсо II и сестра на Алфонсо, херцог на Бишелие.
След смъртта на Александър VI Ваноца следва Чезаре и Гофредо до Непи и след това се връща в Рим, когато ситуацията се успокоява.
Ваноца надживява почти всичките си деца: след мистериозното убийство на Джовани е ред на Чезаре, който умира по време на обсадата на Виана в Навара в нощта между 11 и 12 март 1507 г. Десет години по-късно е ред на Гофредо, който умира през януари 1517 г. по неясни причини. Само Лукреция я оцелява, макар и само с няколко месеца, умирайки след раждането на 24 юни 1519 г. на 39 г.

### Последни години и смърт
През последните години от съществуването си Ваноца води живот на покаяние, изкупление и милосърдие и основава няколко благотворителни институции. Тя се присъединява към Братството на гонфалона, на което оставя цялото си имущество. По това време тя отдавна е била известна в обществото като матрона, достойна за уважение, и дори многобройните врагове на Борджия – не само бившият ѝ любовник, но и синът ѝ Чезаре, не я подлагат на атаки или физически заплахи. Хронистът Паоло Джовио, който я среща лично, като е изключително враждебен към семейство Борджия, въпреки това пише за нея: „тя бе порядъчна жена“.

Умира на 26 ноември 1518 г. на 76 години. Инструкциите, които дава относно погребението ѝ, не са спазени (поисква да бъде погребана в Санта Мария деле Терме): вместо това тя е погребана „с пищност, почти равна на тази на кардинал“, съобщава Марин Санудо, в базиликата Санта Мария дел Пополо в Рим, където е погребан синът ѝ Джовани, в параклиса на Света Лукия, украсен за нейна сметка с фрески от Пинтурикио. Целият папски двор присъства на погребението по заповед на папа Лъв X. Тази църква отслужва литургии за нея през следващите два века. Вече няма следа от тленните останки и на двамата: по време на разграбването на Рим през 1527 г. от войските на Карл V гробницата е разграбена от ландскнехтите. 
Надписът върху нейната надгробна плоча гордо обявява, че тя е майка на четирите най-известни деца на Александър VI (като Чезаре е посочен на първо място, което е допълнителен аргумент в полза на неговото старшинство). През 1594 г. този надгробен камък е премахнат по заповед на папа Климент VIII – реформираното папство се смущава от такова очевидно напомняне за промискуитета на покойния му глава. (според по-миролюбивата версия тя е била разрушена при проста реконструкция на църквата).
Надгробната плоча е намерена през 1947 г., след като е била използвана обърната като подова настилка в продължение на векове. Тя е вградена в украсата на базиликата Сан Марко пред Капитолийския хълм в Рим, на изхода, в портика с лъвове. В храма Сан Джовани ин Латерано, на табернакула има прековани бижута на Ваноца (перли, диаманти, злато и сребро), които тя дарява на църквата. На ъгъла на улица „Кампо дей Фиори“ е запазена една от нейните къщи, на която има герб с бик, разделен на 4 полета, уж според броя на съпрузите ѝ. Горе вдясно е изобразен бик – хералдическият символ на семейство Борджия-Ленцуоли.

## Брак и потомство
Омъжва се три или четири пъти:
∞ 1. 1474 за Доменико Джаноти д'Ариняно († 1475/1476), господар на Риняно, кавалер, доктор по право, апостолически служител, от когото няма деца
∞ 2. ок. 1475 (пр. януари 1481) за Джорджо дела Кроче († 1486), църковно лице от Милано, апостолически секретар, от когото има един син:
- Отавиано дела Кроче (* ок. 1482, † като малък)

∞ 3. за Антонио от Бреша, вероятен съпруг (вероятно е и да е неин втори съпруг, преди Джорджо)
∞ 4. 8 юни 1486 (договор) за Карло Канале (* първа половина на 15 век, Мантуа; † ок. кр. на 1500, Рим), учен хуманист от Мантуа, дълбок познавач на литературата и поезията, и дълги години камерхер на кардинал Франческо Гонзага, от когото няма деца
От своя любовник Родриго Борджия, бъдещ папа Александър VI, има трима сина и една дъщеря. Първоначално обявени като потомци на съпрузите на Ваноца, всички те са публично припознати от Алесандро за негови деца след възкачването му на папския трон:
- Чезаре Борджия (* 13 септември 1475, Рим; † 12 март 1507, Виана, Испания), известен като „Валентино“. Кардинал, кондотиер, херцог на Романя и херцог на Валантиноа. Заедно със сестра си е сред най-противоречивите и известни фигури на Ренесанса, както и вдъхновение за „Владетелят“ на Макиавели. ∞ 10 май 1499 за Шарлот д'Албре (* 1480, † 11 март 1514), сестра на краля на Навара Жан III д'Албре, от която има една дъщеря. Има поне 11 извънбрачни деца.
- Джовани „Хуан“ Борджия (* 1476 Италия, † 14 юни 1497, Рим, убит от неизвестни лица). Капитан на Църквата и 2-ри херцог на Гандия; ∞ септември 1493 за Мария Енрикес де Луна (* 1474 или 1475, † 1539), от която има син и дъщеря
- Лукреция Борджия (* 18 април 1480, Субиако, Папска държава; † 24 юни 1519, Ферара, Херцогство Ферара), господарка на Непи (10 октомври 1499 – 17 септември 1501), господарка на Сермонета и Басиано (12 септември 1500 – 17 септември 1501), и чрез бракове господарка на Пезаро и Градара (12 юни 1493 – 20 декември 1497), херцогиня на Бишелие и княгиня на Салерно (21 юли 1498 – 18 август 1500), херцогиня на Ферара, Модена и Реджо (23 януари 1505 – 24 юни 1519), една от най-известните и противоречиви жени на Ренесанса. ∞ 1. 12 юни 1493 за Джовани Сфорца (* 5 юли 1466, Пезаро, † 27 юли 1510, Пезаро), господар на Пезаро и Градара, от когото няма деца. 2. 21 юли 1498 за Алфонсо Арагонски (* 1481, Кралство Неапол, † 18 август 1500, Рим), принц на Салерно, от когото има един син. 3. 26 август 1501 във Ватикана (договор), 1 септември във Ферара (чрез пълномощник) за Алфонсо I д’Есте (* 21 юли 1476, Ферара; † 31 октомври 1534, Ферара), херцог на Ферара, Модена и Реджо, от когото има пет сина и две дъщери. Има и един извънбрачен син вероятно от папския паж Педро Калдерон.
- Гофредо „Жофре“ Борджия (1481, Рим; † януари 1517, Скуилаче), чрез брак княз на Скуилаче и град на Кариати; ∞ 7 май 1494 за Санча Арагонска (* 1478, Гаета, Неаполитанско кралство; † 1506, Неапол), извънбрачна дъщеря на херцога на Калабрия Алфонсо и бъдещ крал на Неапол като Алфонсо II, от която няма деца 2. 1506 за братовчедка си Мария Мила Арагонска и Вилархермоса, от която има един син и три дъщери. Има и един извънбрачен син.

- Децата на Ваноца
- Чезаре Борджия
- Джовани Борджия
- Лукреция Борджия
- Гофредо Борджия

## Противоречия
Историкът Помпео Лита, в своя труд „Известни италиански семейства“ (Famiglie celebri italiane) под „Фарнезе, херцози на Парма“ включва Ваноца в родословието като дъщеря на Ранучо Фарнезе Стария. Това вероятно е грешка, дължаща се на събирането на данните, свързани с Фарнезе, по време на фазата на печат на книгата му.

## Ваноца в културата

### Изкуство
Мемоаристите от епохата говорят за нея като за жена с голяма красота, надарена с вълнуващ чар и красота, напълно съответстващи на естетическите канони на епохата. Външният ѝ вид е известен от два портрета, единият от които се приписва на четката на Тициан. Портретите показват големи прилики и двата изобразяват жена на средна възраст, с овално лице, дълъг, тънък нос, който откриваме и в портретите на нейния син Чезаре, и с малка, ясно очертана уста. Лукреция наследява от нея светлозеления цвят на очите и цвета на косата. В творбата на Тициан главата на Ваноца е вързана с тюрбан, а погледът ѝ е меланхолично сведен. Иноченцо Франкучи описва жизнерадостна жена с критичен поглед. Тази картина обаче вече е посмъртно изображение на Ваноца, нарисувано, за да напомня за външния ѝ вид. В тази картина двойната коралова гривна на дясната китка е любопитна: този камък предпазва от уроки, което е важно с оглед на лошата слава на самите Борджии.

### Кино
- The Conclave, с Нора Чирнер (2006)
- Los Borgia, с Анхела Молина (2006)
- The Borgias, телевизионен минисериал на Би Би Си от 1981 г., с участието на Барбара Шели
- Борджиите (The Borgias), канадски телевизионен сериал, създаден от Нийл Джордан, с Джоан Уоли (2011 – 2013).
- Борджиите (Borgia), френско-германски минисериал, написан от Том Фонтана, с участието на Асумпта Серна (2011 – 2014).

### Комикси
- I Borgia, еротичен комикс на Мило Манара и Алехандро Ходоровски (2007 – 2011)
- (チェーザレ 破壊の創造者?, Chēzare hakai no souzousha), манга на Fuyumi Sōryō

### Театър
- Пиеса „Джулия Фарнезе“ наЛион Фойхтвангер. Пиесата е за нейната заместничка, а Ваноца е един от героите.